# Plusenergihus

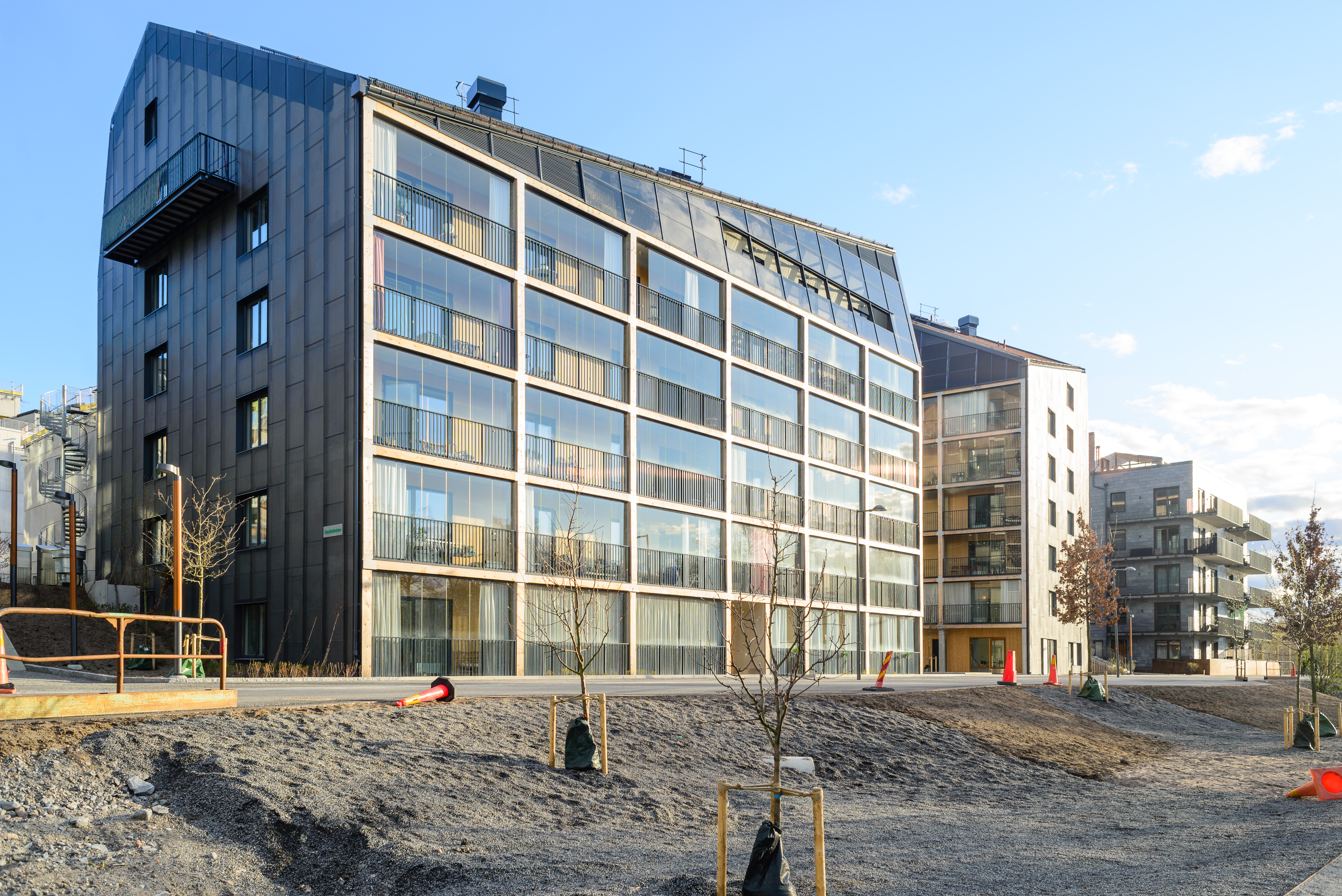
Bostadshus i Norra Djurgårdsstaden byggda som plusenergihus.

Ett plusenergihus är ett hus som producerar mer elektricitet eller värme än vad det gör av med. Huset innehåller flera energieffektiva komponenter och kan konstant självförsörja med energi till uppvärmning, varmvatten och hushållsel. (Rec Indovents hemsida, 2014-05-20) 

## Uppbyggnad
Plusenergihus kräver, som de flesta andra energieffektiva husen, effektiv isolering i golv, tak och väggar. Det ska inte behövas ett vanligt värmesystem då det sällan ska användas. Huset måste vara bra ventilerat och lufttätt. (Rockwools hemsida, 2014-05-20) 

## Ekonomi
Att investera i ett plusenergihus kostar ungefär 800 000 kronor för ett normalstort enfamiljshus. Kostnadsställena är ventilation, isolering, lufttäthet, fönster, solceller och solfångare. Då energiförlusterna är mycket låga och möjligheterna finns att sälja energi besparar man cirka 15 000 kronor i drift per år vid 150 kvadratmeter boyta. 
Den valda förnybara källan skapar hushållsel vilket gör hushållsägarna blir oberoende av energileverantörer. Husen kan till och med få överskottsenergi som sedan kan säljas, på så sätt minimeras driftkostnaderna. (Rockwools hemsida, 2014-05-20)

## Miljö
Plusenergihus har yttre tillförsel av energi i jämförelse med passivhus som till större delen värmer upp sig själv. Energin tas upp med hjälp av en förnybar källa, vanligast är solceller, kompletterat med separata solceller. I och med den förnybara energikällan undviker plusenergihus alla risker för miljön samt hjälper oss att energispara.
Plusenergihus har en värmeväxlare, som passivhus, vilket överför värmen i luften, vilket ventileras ut till frisk luft. Med ett plusenergihus kan man sänka energianvändningen med 75 procent jämfört med standardhuset. Huset är välisolerat, minskar energianvändningen samt miljöföroreningar. (Rec Indovents hemsida, 2014-05-20)

## Framtid
Från och med år 2020 förväntas standarden av alla hus som byggs vara plusenergihus i många europeiska länder (Concept Bios hemsida, 2014-05-27). Detta av anledningen att huset är oberoende av hur det politiska världsläget påverkar energiförsörjningen. Dessutom är plusenergihus ett bidrag till svensk högteknologi och samhällsutvecklingen. (Rockwools hemsida, 2014-05-20)

## Källförteckning
Rockwools hemsida, www.rockwool.se/inspiration, Plusenergihus skonar både miljö och plånbok, 2014-05-20
Rec Indovents hemsida, www.recvent.se/passivhus, Passivhus, 2014-05-20
Consept Bios Hemsida, www.concept-bio.eu, Energy-plus Buildings, 2014-05-27